# O Barco de Valdeorras
O Barco de Valdeorras (galiciska: Valdeorras, O Barco) är en ort i Spanien.   Den ligger i provinsen Provincia de Ourense och regionen Galicien, i den nordvästra delen av landet, 300 km nordväst om huvudstaden Madrid. O Barco de Valdeorras ligger 323 meter över havet och antalet invånare är 14 213.
Terrängen runt O Barco de Valdeorras är huvudsakligen lite bergig. O Barco de Valdeorras ligger nere i en dal som går i öst-västlig riktning. Runt O Barco de Valdeorras är det glesbefolkat, med 10 invånare per kvadratkilometer. O Barco de Valdeorras är det största samhället i trakten. I omgivningarna runt O Barco de Valdeorras växer i huvudsak barrskog.